# Lydie Härtelová
Lydie Härtelová (* 26. května 1959 Praha) je česká harfenistka, sbormistryně a pedagožka. Na harfu hraje v Symfonickém orchestru Českého rozhlasu, vystupuje sólově i v rámci komorních sdružení. V roce 1986 založila chrámový pěvecký sbor Naši pěvci. Hru na harfu vyučuje na Pražské konzervatoři.

## Život a činnost
Lydie Härtelová roz. Henychová se hudbě věnovala od dětství. Jako klavíristka se zúčastnila rozhlasové soutěže Concertino Praga. Na harfu se začala učit ve čtrnácti letech. Rok poté byla přijata na Pražskou konzervatoř do třídy prof. Libuše Váchalové. Po maturitě přestoupila na hudební fakultu pražské Akademie múzických umění, kde dále studovala pod vedením doc. Karla Patrase, sóloharfisty České filharmonie. AMU absolvovala recitálem ve Dvořákově síni Rudolfina, koncertem s orchestrem a Cenou rektora AMU.
Členkou známého souboru Musica Bohemica, který založil Jaroslav Krček, se stala již během studia na AMU. Natočila s ním několik desek a uskutečnila stovky koncertů doma i v zahraničí. Půldruhého roku pak byla sóloharfistkou Smetanova divadla v Praze (nyní Státní opera, jedna ze čtyř scén Národního divadla v Praze), poté byla angažována do Symfonického orchestru Československého rozhlasu.
Lydie Härtelová se věnuje činnosti sólové i komorní (především jako členka Tria cantabile, které tvoří se sopranistkou Ludmilou Vernerovou a flétnistou Václavem Kuntem), spolupracovala s vydavatelstvími jako Supraphon, Panton, ECM, MusicVars, Ligia Digital, natočila několik desítek sólových a komorních snímků pro Český rozhlas (některé ještě pod dívčím jménem Henychová) a několik koncertů pro harfu (Albrechtsberger, Mozart, Reinecke, Glier, Mosolov, Krček).
Od září 2012 vyučuje Lydie Härtelová harfu na Pražské konzervatoři.

## Sólová hra
Lydie Härtelová natáčí sólově pro přední vydavatelství a pro rozhlas doma i v zahraničí. Vystupuje na samostatných harfových recitálech, jako sólistka s orchestrem nebo v rámci komorních souborů. Hraje na japonskou koncertní harfu Aoyama Orpheus.

## Komorní hra

### Trio cantabile
Trio cantabile je soubor, jehož členy jsou sopranistka Ludmila Vernerová, sólistka Státní opery, flétnista Václav Kunt a harfenistka Lydie Härtelová. Repertoár tria zahrnuje hudbu pěti staletí, od renesance až po současnost. Trio cantabile koncertuje a natáčí doma i v zahraničí. Souboru věnovala díla řada soudobých skladatelů.

### Trigonum musicum
Soubor Trigonum musicum je ojedinělý svou nástrojovou kombinací a souzvukem hoboje s harfou a violoncellem. Vytvořili jej tři kolegové ze Symfonického orchestru Českého rozhlasu – David Prosek, Lydie Härtelová a Jan Keller (který od r. 2011 hraje v České filharmonii). Repertoár souboru zahrnuje nejen klasickou „vážnou“ hudbu, ale také např. ragtimy.

### Pořady s V. Zawadskou
Mluvené slovo a hudbu v sobě spojuje pořad Večer poezie a prózy s harfou. Herečka s nezaměnitelným témbrem hlasu Valérie Zawadská vybírá z díla oblíbených autorů Jana Skácela a Oldřicha Mikuláška, Lydie Härtelová hraje skladby francouzských impresionistů pro sólovou harfu.

## Sbor Naši pěvci
V únoru 1986 Lydie Härtelová založila při Farním sboru Českobratrské církve evangelické v Dejvicích smíšený sbor, který si zvolil název Naši pěvci.
Sbor, původně asi patnáctičlenný, se postupně rozšiřoval početně (dnes asi 45–50 členů) i konfesijně (v současnosti zde zpívají nejen evangelíci, ale také příslušníci jiných církví i lidé, kteří se k žádné církvi oficiálně nehlásí, ale s církvemi sympatizují). Všechny zpěváky spojuje zájem o duchovní hudbu, která je náplní sboru.
Lydie Härtelová si kvůli vedení sboru rozšiřovala hudební vzdělání několikaletým soukromým studiem zpěvu (prof. M. Jonášová a E. Bromová) a účastí na sbormistrovských kurzech.
Naši pěvci zpívají nejen při bohoslužbách, ale také na koncertech doma i v zahraničí (Anglie, Německo, Francie, Švýcarsko). Dvakrát byli pozváni na Mezinárodní festival duchovní hudby ICMF v Bernu (2001 a 2005), kde pod vedením anglických dirigentů D. Willcokse a P. Leddington Wrighta nastudovali široký světový repertoár a vystoupili na několika koncertech. Mnozí členové sboru si rozšiřují hudební vzdělání na letních hudebních kurzech (Mitte Europa, Convivium, Valtice aj.).
Naši pěvci se zúčastnili mezinárodní soutěže Pražské sborové dny (1998 – 4. místo, 1999 – 2. místo při neudělení 1. ceny, získali zlatý pohár). Sbor často spolupracoval s Českým rozhlasem, několikrát s londýnským BBC, také s televizí (ČR, Německo). Od r. 2002 se datuje pravidelná spolupráce s orchestrem Atlantis (V. Podrazil).